# Parafia Zmartwychwstania Pańskiego w Bielsku Podlaskim
Parafia Zmartwychwstania Pańskiego – parafia prawosławna w Bielsku Podlaskim, w dekanacie Bielsk Podlaski diecezji warszawsko-bielskiej.
Na terenie parafii funkcjonują 2 cerkwie i 1 kaplica:
- cerkiew Zmartwychwstania Pańskiego w Bielsku Podlaskim – parafialna
- cerkiew św. Dymitra w Parcewie – cmentarna
- kaplica św. Jerzego w Bielsku Podlaskim

## Historia
Początki istnienia parafii pod wezwaniem Zmartwychwstania Pańskiego nie są dokładnie znane. Pierwsza cerkiew znajdowała się prawdopodobnie we wsi Lewki, 4 km na południe od Bielska Podlaskiego, nie ustalono jednak dokładnej lokalizacji świątyni (w pobliżu drogi do Kleszczel albo w uroczysku Buhor znajdującym się 1,5 km na północny zachód od Lewek). W miejscu wspomnianego uroczyska znajdowała się osada, zniszczona w 1377 przez Krzyżaków. Ocaleni mieszkańcy osady osiedlili się na wschodnim brzegu rzeki Białej, gdzie założyli wieś Dubicze (obecnie ulica w  Bielsku Podlaskim), w której wznieśli cerkiew. W XVI w. świątynię przeniesiono na Hołowiesk (przy skrzyżowaniu traktów brzeskiego i orlańsko-kamienieckiego), gdzie zbudowano zamek starosty bielskiego. W ten sposób cerkiew Woskresieńska stała się świątynią zamkową. Było to o tyle istotne, że zamek odwiedzali liczni goście, przeważnie wyznania prawosławnego. Ponadto nowa cerkiew znalazła się bliżej wsi, w których zamieszkiwała większość parafian (Lewki, Parcewo). Pierwszy pisemny dokument o tej świątyni pochodzi z 1560 – jest to dekret króla Zygmunta Augusta nadający ziemię cerkwi Woskresieńskiej.
Zawarcie unii brzeskiej (1596) wywołało znaczny sprzeciw parafian. W celu obrony prawosławia powstało bractwo cerkiewne, które w 1599 uzyskało przywilej od patriarchy Konstantynopola. Chociaż w 1636 cerkiew (najpóźniej ze wszystkich bielskich świątyń) została siłą przejęta przez unitów, bractwo nadal przewodziło kultywowaniu tradycji prawosławnych.
Pod koniec XVII i na początku XVIII w. okolice Bielska Podlaskiego zostały spustoszone przez wojny i epidemie. Spowodowało to znaczy spadek liczby parafian. Mimo to w 1710 rozpoczęto budowę nowej cerkwi. Ze względu na brak funduszy udało się wznieść niewielką, jednokopułową świątynię, posiadającą cztery okna. Cerkiew przez jeszcze wiele lat nie miała podłogi ani pokrycia kruchty. W latach 90. XVIII w. świątynia była w bardzo złym stanie technicznym i nie nadawała się do odprawiania w niej nabożeństw. W 1797, za zgodą władz pruskich, na potrzeby parafii zaczęto wykorzystywać opustoszały kościół przy klasztorze karmelitów, znajdującym się w pobliżu traktu litewskiego. Na cerkwisku na Dubiczach wzniesiono kamienną figurę (zastąpioną później obeliskiem), upamiętniającą świątynię z XIV w. W tym czasie parafia Zmartwychwstania Pańskiego liczyła około 450 wiernych.
Na początku XIX w. w Parcewie wzniesiono drewnianą cerkiew cmentarną pod wezwaniem św. Dymitra. Pod koniec lat 20. XIX w. z inicjatywy ówczesnego dziekana bielskiego, ks. Adama Kostycewicza podjęto decyzję o zrekonstruowaniu cerkwi Woskresieńskiej. Prace budowlane trwały w latach 1833–1838. Nowa świątynia miała 16,3 m długości, 9,9 m szerokości i 4,2 m wysokości. Na dachu umieszczono kopułę z żelaznym krzyżem.
W 1839, po likwidacji unii na Białostoccyźnie, parafia Zmartwychwstania Pańskiego została włączona do Rosyjskiego Kościoła Prawosławnego. W 1859 do parafii należało 618 osób. W 1861 obok cerkwi wzniesiono nowy dom parafialny, a w 1873 konsekrowano cerkiew cmentarną w Parcewie, wzniesioną na początku XIX w. Świątynię tę rozbudowano w 1897. W tym samym roku otwarto w Parcewie pierwszą na terenie parafii szkołę cerkiewną. Na przełomie XIX i XX w. na cerkwisku na Dubiczach zbudowano (w miejscu obelisku) murowaną kaplicę św. Jerzego, którą następnie ogrodzono.
W 1910 podjęto decyzję o budowie nowej świątyni parafialnej. Dotychczas istniejącą cerkiew rozebrano, pozostawiając z niej tylko północną ścianę. Prace budowlane wykonano w 1913; do nowej cerkwi dobudowano od frontu okazałą wieżę. Na początku następnego roku świątynia została konsekrowana.
W 1915, wskutek działań wojennych, większość parafian udała się na bieżeństwo. Powroty miały miejsce w latach 1919–1921. W 1921 dokonano kolejnej przebudowy cerkwi w Parcewie. Władze II Rzeczypospolitej nie zgodziły się na reaktywację parafii. Uposażenie ziemskie oraz dwa budynki parafialne zostały przejęte przez państwo. Wiernych dołączono do parafii św. Michała Archanioła. Dopiero w 1930 władze wyraziły zgodę na pobyt przy cerkwi stałego duchownego-administratora.
Parafia Zmartwychwstania Pańskiego odzyskała samodzielność podczas okupacji radzieckiej w 1940. W czasie okupacji niemieckiej zwrócono parafii budynki, natomiast ziemię przejęła po wojnie nowo utworzona szkoła rolnicza.
W 1960 cerkiew stała się świątynią tytularną nowego biskupa bielskiego Bazylego (Doroszkiewicza), późniejszego metropolity. Tym samym została nieoficjalnie podniesiona do rangi katedry.
W 1977 zbudowano nowy dom parafialny, a w latach 1986–1993 – plebanię. W 1988 uroczyście obchodzono 150-lecie ukończenia budowy cerkwi parafialnej (której fragment – ściana północna – wchodzi w skład obecnej świątyni), a także 1000-lecie chrztu Rusi. W 1995 parafia odzyskała grunty rolne; uregulowano też wtedy kwestię własności placu pod cerkwią. W latach 90. dokonano remontu obu cerkwi (parafialnej i cmentarnej w Parcewie), zbudowano nowe ogrodzenie wokół cerkwi Woskresieńskiej, uporządkowano też otoczenie domu parafialnego. Prace renowacyjne wewnątrz cerkwi Zmartwychwstania Pańskiego (m.in. odnowienie i pozłocenie ikonostasu) prowadzono w latach 90. XX w. i w I dekadzie XXI w.
Świątynię Woskresieńską odwiedzili m.in.: patriarcha ekumeniczny Bartłomiej I, patriarcha aleksandryjski Piotr VII i patriarcha rumuński Teoktyst I.
Od 2005 w cerkwi św. Dymitra w Parcewie nabożeństwa odprawiane są w każdą niedzielę.
W latach 2013–2014 miała miejsce gruntowna przebudowa cerkwi parafialnej, polegająca na wymianie konstrukcji drewnianej (będącej w bardzo złym stanie technicznym) na betonową. Bryła budynku pozostała w niezmienionym kształcie.
W 2013 parafia Zmartwychwstania Pańskiego liczyła około 2000 wiernych. Swoim zasięgiem obejmuje wschodnią część Bielska Podlaskiego (dzielnice: Dubicze, Hołowiesk, Osiedle Podlasie) oraz wsie Lewki i Parcewo. Przy cerkwi działa chór parafialny, biorący udział m.in. w Hajnowskich Dniach Muzyki Cerkiewnej oraz w Wieczorach Kolęd w Bielsku Podlaskim. Przy parafii działają dwa bractwa: Parafialne Bractwo Młodzieży Prawosławnej i Bractwo Dorosłych św. Męczennicy Barbary. Parafia swoją opieką duszpasterską obejmuje dwie szkoły oraz szpital.

## Uroczystości parafialne
- wtorek po Wielkanocy (według starego stylu);
- św. Jerzego – 6 maja (23 kwietnia według starego stylu);
- św. Barbary – 17 grudnia (4 grudnia według starego stylu);
- św. Dymitra – 8 listopada (26 października według starego stylu).

## Wykaz proboszczów
- 1560 – ks. Bazyli
- 1599 – ks. Charyton
- 1633 – ks. Siłuan Kuźmicz
- 1858–1881 – ks. Antoni Kuźmiński
- 1881–1910 – ks. Hipolit Koncewicz
- 1910–1915 – ks. Lew Tymiński
- 1915–1919 – przerwa w działalności parafii (bieżeństwo)
- 1919–1940 – administratorzy: ks. Lew Tymiński, ks. Mikołaj Turowski, ks. Mikołaj Rudeczko, ks. Mateusz Petelski, ks. Włodzimierz Sidorowicz
- 1940–1963 – ks. Leoncjusz Aleksiuk
- 1963 – ks. Konstanty Bajko
- 7.09.1973 – 31.12.1983 – ks. Teodor Tokarewski
- 31.12.1983 – 28.10.2011 – ks. Jerzy Tokarewski
- od 28.10.2011 – ks. Andrzej Mińko

## Galeria

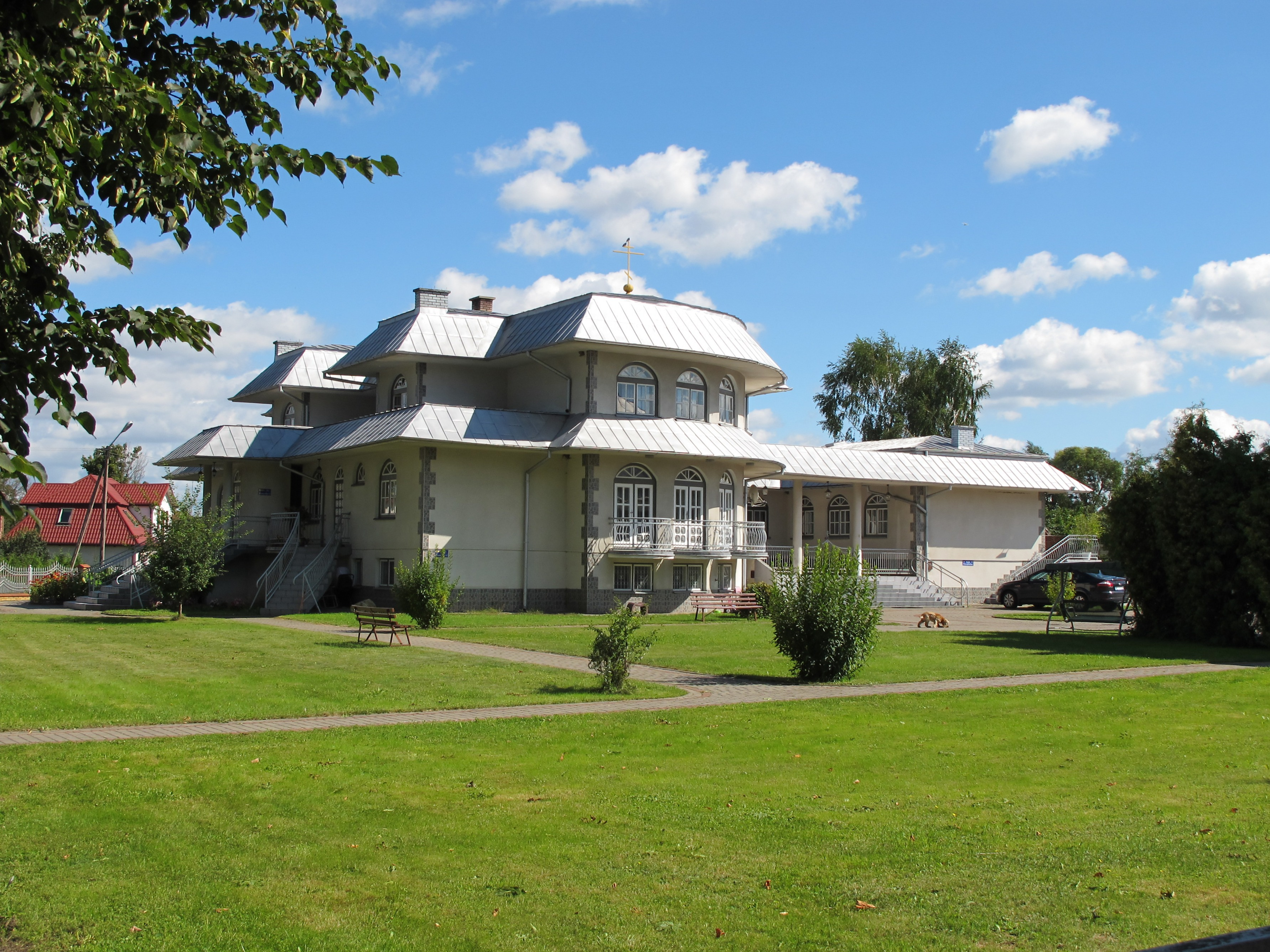
Dom parafialny
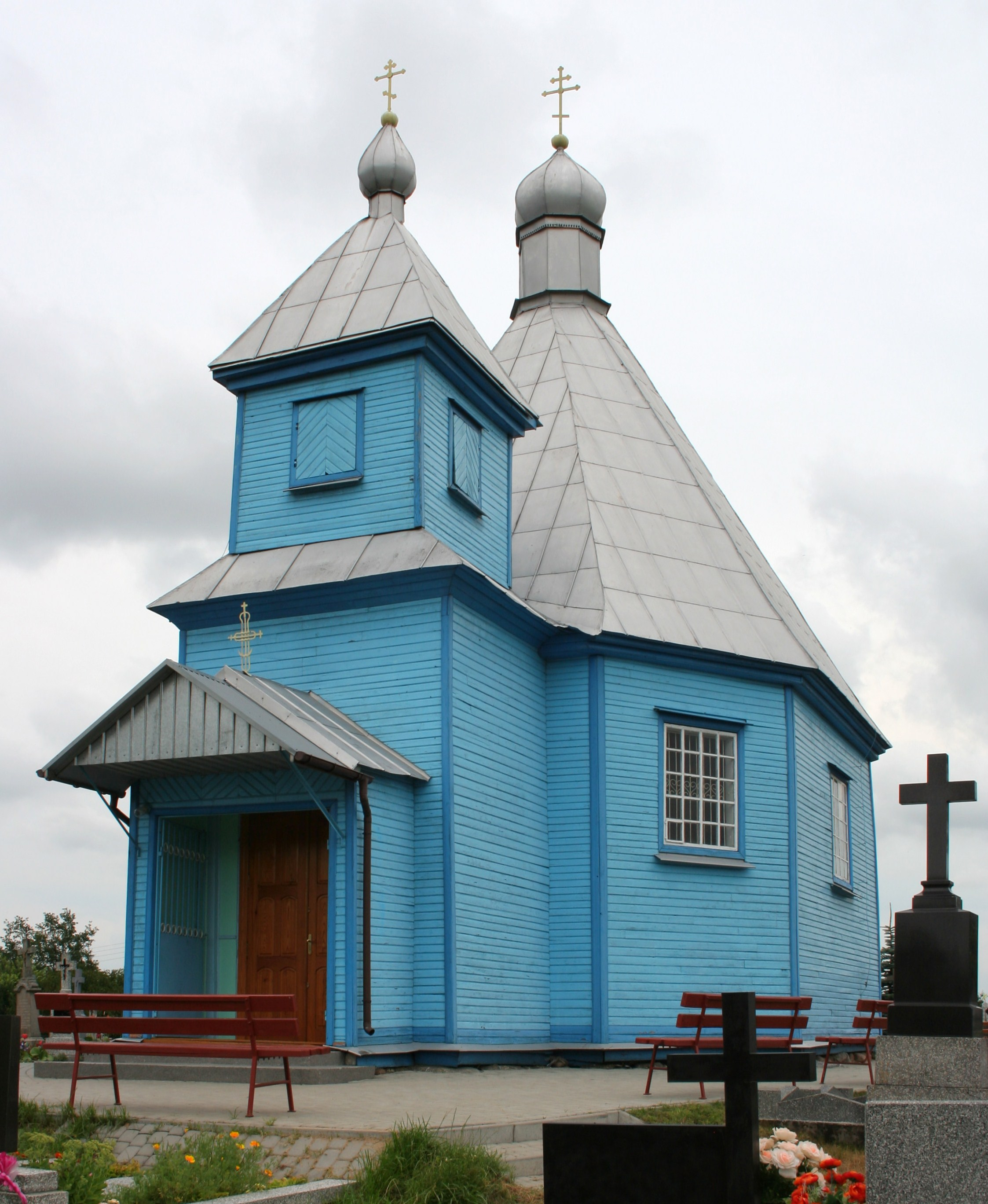
Cerkiew cmentarna św. Dymitra w Parcewie
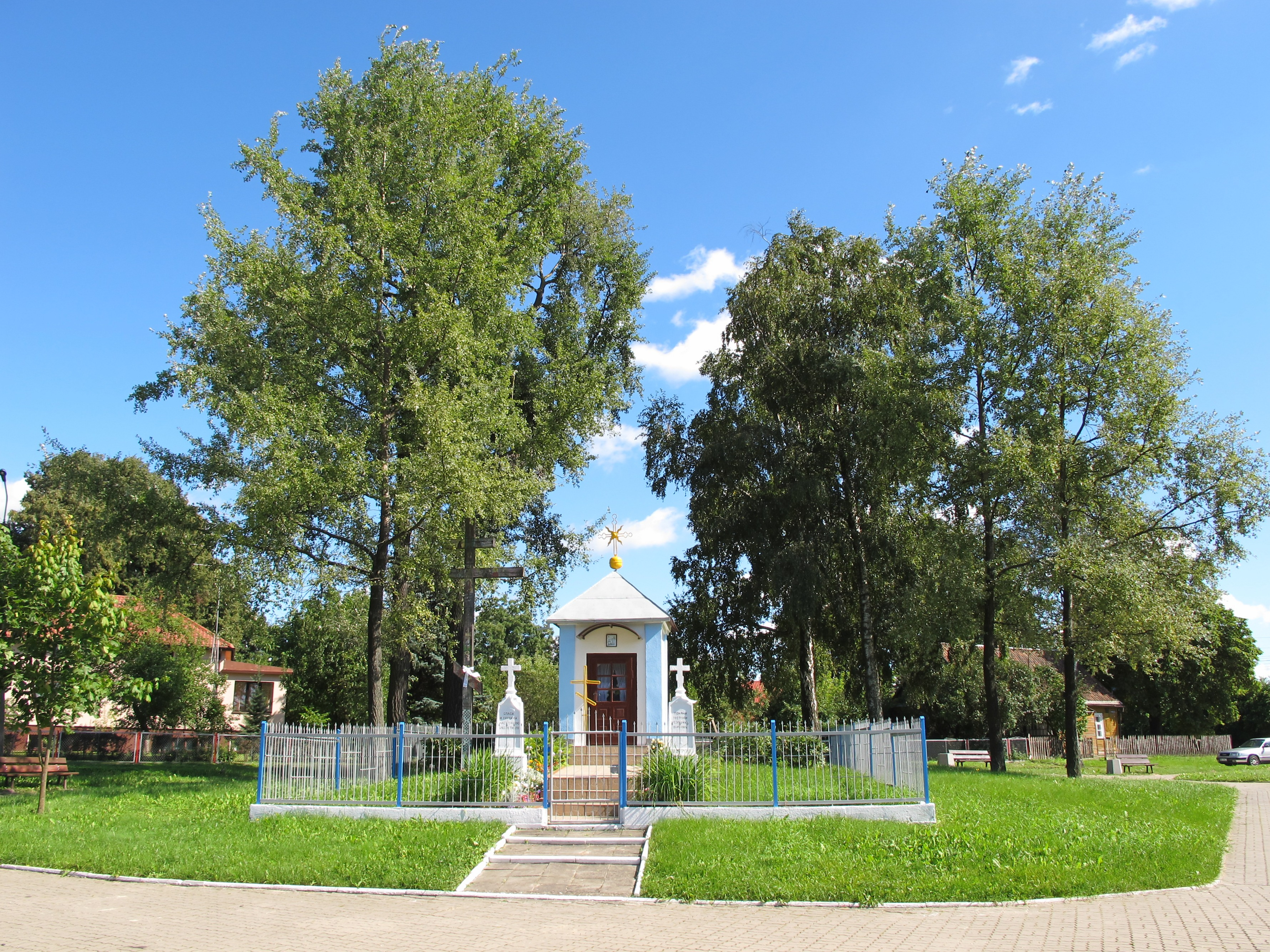
Kaplica św. Jerzego w Bielsku Podlaskim, ulica Dubicze